# متعدد أميد-إيميد
مادة متعدد أميد-إيميد إما لدائن حرارية التصلد أو لدائن حرارية اللدونة ، غير متبلور البوليمرات التي لديها خصائص مقاومة استثنائية ميكانيكية وحرارية وكيميائية. تستخدم مادة متعدد أميد-إيميدات على نطاق واسع كطلاء للأسلاك في صنع الأسلاك المغناطيسية. يتم تحضيرها من أيزوسيانات و حمض تريميليك أنهيدريد في N-methyl-2-pyrrolidone) NMP). الموزع البارز لمادة البولي أميد هو Solvay Specialty Polymers ، والذي يستخدم العلامة التجارية Torlon .
تعرض مادة متعدد أميد- إيميد مجموعة من الخصائص من كل من متعدد أميد و متعدد إيميد ، مثل القوة العالية وقابلية الصهر، قدرة حرارة عالية استثنائية، ومقاومة كيميائية واسعة.[بحاجة لمصدر] يمكن معالجة بوليمرات بولي أميد-إيميد في مجموعة متنوعة من الأشكال، من الأجزاء والسبائك المصبوبة بالضغط أو بالحقن إلى الطلاءات والأغشية والألياف والمواد اللاصقة. بشكل عام، تصل هذه المواد إلى أقصى خصائصها من خلال عملية المعالجة الحرارية اللاحقة.
البوليمرات الأخرى عالية الأداء في نفس المجال هي كيتون الإيثر عديد الإثير إيثير كيتون والبوليميدات.

## كيمياء
الطرق التجارية الشائعة حاليًا لتصنيع إيميدات البولي أميد هي طريق كلوريد الحمض وطريق الأيزوسيانات.

### طريق حمض الكلوريد

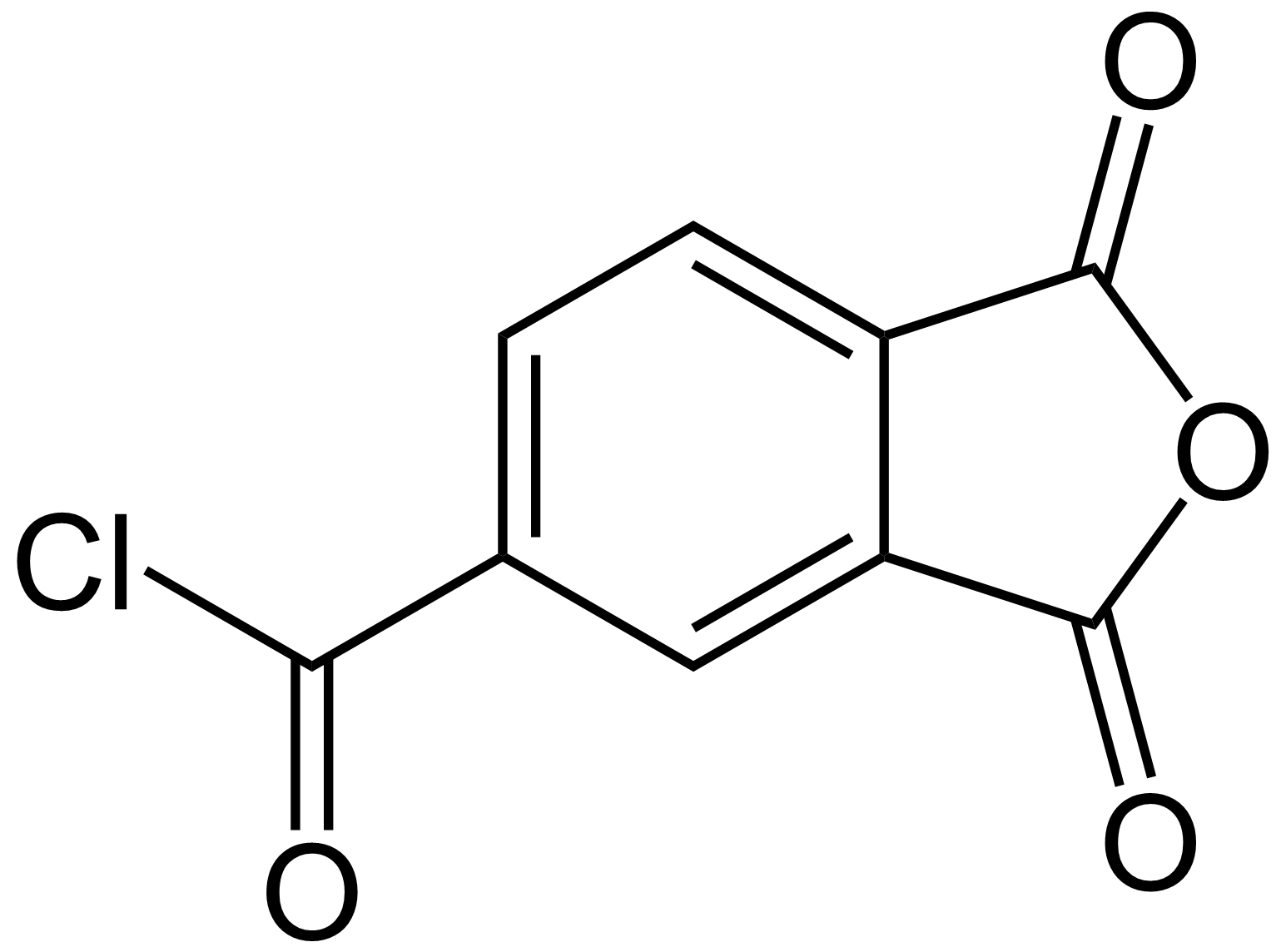
كلوريد حمض تريميليت

الميثيلين ديانيلين

أول طريق إلى مادة متعدد أميد- إيميد هو تكثيف ثنائي أمين عطري، مثل ميثيلين ديانيلين (MDA) وكلوريد حمض التريميليتيك (TMAC). ينتج عن تفاعل أنهيدريد مع ثنائي الأمين حمض أميك وسيط. تتفاعل وظيفة كلوريد الحمض مع الأمين العطري لإعطاء رابطة الأميد وحمض الهيدروكلوريك (HCl) كمنتج ثانوي. في التحضير التجاري لمادة البولي أميد، يتم إجراء البلمرة في مذيب ثنائي القطب، مثل N- ميثيل بيروليدون (NMP) ، ثنائي ميثيل أسيتاميد (DMAC) ، ثنائي ميثيل فورماميد (DMF) ، أو ثنائي ميثيل سلفوكسيد (DMSO) في درجات حرارة تتراوح بين 20-60 درجة مئوية. يجب معادلة حمض الهيدروكلوريك المنتج الثانوي في الموقع أو إزالته بغسله من البوليمر المترسب. تؤدي المعالجة الحرارية الإضافية لبوليمر بولي أميد الأميد إلى زيادة الوزن الجزيئي وتسبب في تكوين مجموعات الأحماض الأميك إيميدات مع تطور الماء.

### طريق ثنائي أيزوسيانات
هذا هو الطريق الأساسي لمادة متعدد أميد- إيميد التي تستخدم كمينا الأسلاك. يتفاعل ثنائي أيزوسيانات، غالبًا 4،4-  ثنائي أيزوسيانات الميثيلين ثنائي الفينيل (MDI) ، مع أنهيدريد ثلاثي الميثيل (TMA). المنتج الذي تم تحقيقه في نهاية هذه العملية هو ذا وزن جزيئي مرتفع، بوليمر إيميدي كاملاً بدون منتجات ثانوية للتكثيف، حيث يمكن إزالة المنتج الثانوي لغاز ثاني أكسيد الكربون بسهولة. هذا النموذج مناسب لتصنيع مينا الأسلاك أو الطلاءات. يتم التحكم في لزوجة المحلول عن طريق قياس العناصر المتفاعلة، والكواشف أحادية الوظيفة، والمواد الصلبة البوليمرية. مستوى المواد الصلبة البوليمرية النموذجية هو 35-45٪ ويمكن أن يتم تخفيفه بشكل أكبر بواسطة المورد أو المستخدم بمواد مخففة.

## التصنيع
تُستخدم مادة متعدد أميد-إيميدات تجارياً للطلاء والمواد المقولبة.

### الطلاءات
يُباع المنتج المستخدم بشكل أساسي في الطلاء في صورة مسحوق ويتم تقليده بنسبة 50٪ تقريبًا. أحد الاستخدامات الرئيسية هو مينا الأسلاك المغناطيسية. يتم تصنيع مينا السلك المغناطيس عن طريق إذابة مسحوق مادة متعدد أميد- إيميد (PAI) في مذيب قوي غير مشبع مثل N- ميثيل بيروليدون. يمكن إضافة المخففات والمواد المضافة الأخرى لتوفير اللزوجة الصحيحة للتطبيق على موصل النحاس أو الألومنيوم. يتم التطبيق عادةً عن طريق سحب الموصل من خلال حوض من المينا ثم من خلال قالب للتحكم في سماكة الطلاء. ثم يتم تمرير السلك من خلال فرن لطرد المذيب ومعالجة الطلاء. عادة ما يتم تمرير السلك خلال العملية عدة مرات لتحقيق سماكة الطلاء المطلوبة.
مينا الـPAI مستقر للغاية حرارياً ومقاوم للتآكل والمواد الكيميائية. غالبًا ما يتم استخدام PAI فوق مينا أسلاك البوليستر لتحقيق درجات حرارة أعلى.
يستخدم PAI أيضًا في الطلاءات الزخرفية المقاومة للتآكل للاستخدامات الصناعية، وغالبًا مع البوليمرات الفلورية . يساعد PAI في التصاق البوليمر الفلوري بالركيزة المعدنية. كما أنها تستخدم في طلاءات تجهيزات المطابخ غير اللاصقة. بينما يمكن استخدام المذيبات، يتم استخدام بعض الأنظمة التي تحملها المياه. هذه ممكنة لأن الأميد إيميد يحتوي على وظيفة حمضية.

### السلع المصنعة بالصب أو المخرطة
تعتمد مادة متعدد أميد- إيميد المستخدمة في المواد المقولبة أيضًا على ثنائي أمين عطري وكلوريد حمض التريميليتيك، لكن الديامين يختلف عن تلك المستخدمة في المنتجات المستخدمة في الطلاء ويتم تقليد البوليمر بشكل كامل قبل التركيب والتكوير. تشمل الراتنجات المستخدمة في القولبة بالحقن درجات غير مقواة، ومدعومة بالألياف الزجاجية، وألياف كربونية مقواة، ودرجات مقاومة للتآكل. تُباع هذه الراتنجات بوزن جزيئي منخفض نسبيًا بحيث يمكن صهرها عن طريق البثق أو القولبة بالحقن. يتم بعد ذلك معالجة المواد المقولبة حرارياً لعدة أيام عند درجات حرارة تصل إلى 260 درجة مئوية (500 درجة فهرنهايت). خلال هذا العلاج، الذي يشار إليه عادةً بالعلاج الوقائي، يزداد الوزن الجزيئي من خلال تمديد السلسلة ويصبح البوليمر أقوى بكثير وأكثر مقاومة كيميائيًا. قبل العلاج، يمكن إعادة تدوير الأجزاء وإعادة معالجتها. بعد المعالجة اللاحقة، لا تكون إعادة المعالجة عملية.
خصائص PAI المقولبة
| الخصائص                                            | طريقة الإختبار | الوحدات                      | مصبوب PAI        |
| -------------------------------------------------- | -------------- | ---------------------------- | ---------------- |
| قوة الشد المطلقة                                   | ASTM D 638     | متوسط قيمة MPa               | 91.6 ميجا باسكال |
| معامل الشد                                         | ASTM D 638     | متوسط قيمة GPa               | 3.97             |
| استطالة الشد                                       | ASTM D 638     | ٪                            | 3.15             |
| مقاومة الإنحناء                                    | ASTM D 790     | ميغا بكسل                    | 133              |
| معامل الإنحناء                                     | ASTM D 638     | المعدل التراكمي              | 4.58             |
| مقاومة الإنضغاط                                    | ASTM D 695     | متوسط ميغا بكسل              | 132              |
| قوة تأثير Izod                                     | ASTM D 256     | متوسط J / م (قدم رطل / بوصة) | 0.521 (1)        |
| درجة حرارة انحراف الحرارة @ 264 رطل لكل بوصة مربعة | ASTM D 648     | درجة مئوية (درجة فهرنهايت)   | 273 (523)        |
| معامل التمدد الحراري الخطي                         | ASTM D 696     | جزء في المليون / درجة مئوية  | 37.7             |
| حجم المقاومة                                       | ASTM D 257     | متوسط أوم سم                 | 8.10e + 12 أوم   |
| كثافة                                              | ASTM D 792     | جرام/ لكل سنمتير مربع        | 1.48             |
| امتصاص الماء 24 ساعة                               | ASTM D 570     | ٪                            | 0.35             |

### درجات القوة العالية فقط
| الخصائص                                            | طريقة اختبار | الوحدات                                                      | أنيق PAI   | 30٪ GF PAI   | 30٪ CF PAI   |
| -------------------------------------------------- | ------------ | ------------------------------------------------------------ | ---------- | ------------ | ------------ |
| قوة الشد                                           | ASTM D 638   | MPa (kpsi)                                                   | 152 (22.0) | 221 (32.1)   | 221 (32.0)   |
| معامل الشد                                         | ASTM D 638   | GPa (kpsi)                                                   | 4.5 (650)  | 14.5 (2,110) | 16.5 (2,400) |
| استطالة الشد                                       | ASTM D 638   | ٪                                                            | 7.6        | 2.3          | 1.5          |
| قوة الإنحناء                                       | ASTM D 790   | MPa (kpsi)                                                   | 241 (34.9) | 333 (48.3)   | 350 (50.7)   |
| معامل الإنحناء                                     | ASTM D 638   | GPa (kpsi)                                                   | 5.0 (730)  | 11.7 (1,700) | 16.5 (2,400) |
| مقاومة الإنضغاط                                    | ASTM D 695   | MPa (kpsi)                                                   | 221 (32.1) | 264 (38.3)   | 254 (36.9)   |
| قوة القص                                           | ASTM D 732   | MPa (kpsi)                                                   | 128 (18.5) | 139 (20.1)   | 119 (17.3)   |
| قوة تأثير Izod                                     | ASTM D 256   | J / م (قدم / بوصة)                                           | 144 (2.7)  | 80 (1.5)     | 48 (0.9)     |
| قوة تأثير Izod - غير محققة                         | ASTM D 4812  | J / م (قدم / بوصة)                                           | 1070 (20)  | 530 (10)     | 320 (6)      |
| درجة حرارة انحراف الحرارة @ 264 رطل لكل بوصة مربعة | ASTM D 648   | درجة مئوية (درجة فهرنهايت)                                   | 278 (532)  | 282 (540)    | 282 (540)    |
| معامل التمدد الحراري الخطي                         | ASTM D 696   | جزء في المليون / درجة مئوية (جزء في المليون / درجة فهرنهايت) | 31 (17)    | 16 (9)       | 9 (5)        |
| حجم المقاومة الكهربائية                            | ASTM D 257   | أوم سم                                                       | 2e17       | 2e17         |              |
| الجاذبية المعينة                                   | ASTM D 792   |                                                              | 1.42       | 1.61         | 1.48         |
| امتصاص الماء خلاص 24 ساعة                          | ASTM D 570   | ٪                                                            | 0.33       | 0.24         | 0.26         |

### درجات PAI مقاومة للاهتراء
| الخصائص                                            | طريقة اختبار | الوحدات                                                      | 4275        | 4301        | 4435         | 4630        | 4645         |
| -------------------------------------------------- | ------------ | ------------------------------------------------------------ | ----------- | ----------- | ------------ | ----------- | ------------ |
| قوة الشد                                           | ASTM D 638   | MPa (kpsi)                                                   | 117 (16.9)  | 113 (16.4)  | 94 (13.6)    | 81 (11.8)   | 114 (16.6)   |
| معامل الشد                                         | ASTM D 638   | GPa (kpsi)                                                   | 8.8 (1,280) | 6.8 (990)   | 14.5 (2,100) | 7.4 (1,080) | 18.6 (2,700) |
| استطالة الشد                                       | ASTM D 638   | ٪                                                            | 2.6         | 3.3         | 1.0          | 1.9         | 0.8          |
| قوة الإنحناء                                       | ASTM D 790   | MPa (kpsi)                                                   | 208 (30.2)  | 215 (31.2)  | 152 (22.0)   | 131 (19.0)  | 154 (22.4)   |
| معامل الإنحناء                                     | ASTM D 790   | GPa (kpsi)                                                   | 7.3 (1.060) | 6.9 (1,000) | 14.8 (2,150) | 6.8 (990)   | 12.4 (1,800) |
| مقاومة الإنضغاط                                    | ASTM D 695   | MPa (kpsi)                                                   | 123 (17.8)  | 166 (24.1)  | 138 (20.0)   | 99 (14.4)   | 157 (22.8)   |
| قوة تأثير Izod ، محززة                             | ASTM D 256   | J / م (قدم - رطل / في)                                       | 85 (1.6)    | 64 (1.2)    | 43 (0.8)     | 48 (0.9)    | 37 (0.7)     |
| قوة تأثير Izod ، غير محققة                         | ASTM D 4812  | J / م (قدم - رطل / في)                                       | 270 (5)     | 430 (8)     | 210 (4)      | 160 (3)     | 110 (2)      |
| درجة حرارة انحراف الحرارة عند 264 رطل / بوصة مربعة | ASTM D 648   | درجة مئوية (درجة فهرنهايت)                                   | 280 (536)   | 279 (534)   | 278 (532)    | 280 (536)   | 281 (538)    |
| معامل التمدد الحراري الخطي                         | ASTM D 696   | جزء في المليون / درجة مئوية (جزء في المليون / درجة فهرنهايت) | 25 (14)     | 25 (14)     | 14 (8)       | 16 (9)      | 9 (3)        |

## الصب بالحقن
راتنج مادة متعدد أميد- إيميد استرطابي، ويلتقط الرطوبة المحيطة. قبل معالجة الراتينج، يجب التجفيف لتجنب الأجزاء الهشة والرغوة ومشاكل التشكيل الأخرى. يجب تجفيف الراتينج إلى محتوى رطوبة يبلغ 500 جزء في المليون أو أقل. التجفيف يكون بمواد مجففة قادرة على الحفاظ على نقطة ندى -40 درجة فهرنهايت (-40 درجة مئوية) موصى به. إذا تم التجفيف في أواني أو صواني، ضع الراتينج في طبقات لا تزيد عن 2 إلى 3 بوصات (من 5 إلى 8 سم) عميق في صواني التجفيف. يجف لمدة 24 ساعة عند 250 درجة فهرنهايت، أو 16 ساعة عند 300 درجة فهرنهايت، أو 8 ساعات عند 350 درجة فهرنهايت. في حالة التجفيف عند 350 درجة فهرنهايت (177 درجة مئوية) ، حدد وقت التجفيف بـ 16 ساعة. بالنسبة لمكبس القولبة بالحقن، يوصى باستخدام التجفيف بواسطة مجفف قادوس. يجب أن يكون أنبوب شفط الهواء الدائر في قاعدة القادوس، بالقرب من حلق التغذية قدر الإمكان.
بشكل عام، يوصى باستخدام مكابس قولبة حقن لولبية ترددية حديثة مع أدوات تحكم في المعالجات الدقيقة قادرة على التحكم في الحلقة المغلقة لتشكيل PAI. يجب أن يكون المكبس مزودًا بنسبة ضغط منخفضة، وبرغي مستدق ثابت. يجب أن تكون نسبة الضغط بين 1.1 و 1.5 إلى 1 ، ويجب عدم استخدام أي جهاز فحص. يتم تحديد درجات حرارة قالب البدء على النحو التالي:[بحاجة لمصدر]
| منطقة            | درجة الحرارة، درجة فهرنهايت | درجة الحرارة، درجة مئوية |
| ---------------- | --------------------------- | ------------------------ |
| منطقة المغذي     | 580                         | 304                      |
| المنطقة الوسطى   | 620                         | 327                      |
| المنطقة الأمامية | 650                         | 343                      |
| فوهة             | 700                         | 371                      |

يجب أن تكون درجة حرارة القالب في حدود 325 درجة فهرنهايت إلى 425 درجة فهرنهايت (163 درجة مئوية حتى 218 درجة مئوية).

## تطبيقات أخرى
تجعل درجة الحرارة العالية والمقاومة الكيميائية لمادة متعدد أميد- إيميد من حيث المبدأ مناسبة لفصل الغازات الغشائية. يعتبر فصل الملوثات مثلثنائي أكسيد الكربون و كبريتيد الهيدروجين والشوائب الأخرى من آبار الغاز الطبيعي عملية صناعية مهمة. تتطلب الضغوط التي تتجاوز 1000 رطل لكل بوصة مربعة مواد ذات ثبات ميكانيكي جيد. يمكن لكبريتيد الهدروجين عالي القطبية وثاني أكسيد الكربون قابل للقطبية التفاعل بقوة مع جزيئات أغشية البوليمر يسبب إنتفاخ والتلدين  بسبب مستويات عالية من الشوائب. يمكن أن تقاوم مادة متعدد أميد-إيميد التلدين بسبب التفاعلات القوية بين الجزيئات الناشئة عن وظائف البولييميد بالإضافة إلى قدرة سلاسل البوليمر على الارتباط الهيدروجيني مع بعضها البعض نتيجة رابطة الأميد. على الرغم من عدم استخدامه حاليًا في أي فصل صناعي رئيسي، يمكن استخدام مادة متعدد أميد-إيميد لهذه الأنواع من العمليات التي تتطلب الاستقرار الكيميائي والميكانيكي.